# Carlo Buonaparte
Carlo Maria di Buonaparte (29. března 1746 Ajaccio, Korsika, dnes Francie – 24. února 1785 Montpellier, Francie) byl korsický právník a bojovník za samostatnost Korsiky, otec císaře Napoleona Bonaparta.

## Život
Rodina Buonaparte, která patřila mezi korsickou nižší šlechtu, pocházela z Toskánska a v rámci janovské kolonizace přesídlila v 16. století na Korsiku. Když bylo Buonapartovi 14 let, zemřel mu otec a péči o něj převzal strýc Lucciano. Poslal jej na studia do Corte, kde se Carlo seznámil s bojovníkem za svobodu Korsiky Pascalem Paolim. Na jeho radu pokračoval od roku 1762 ve studiu práv na univerzitě v Pise. Studia však roku 1764 přerušil a oženil se 2. června 1764 v Ajacciu s Laetitií Ramolino. V tu dobu Paoli hledal právního poradce a Carlo začal pracovat na korsické ústavě. Ve 20 letech se stal Paoliho sekretářem a jako mimořádný vyslanec odjel do Říma lobbovat za uznání nezávislosti Korsiky. Když však byla Korsika 15. května 1768 prodána Janovem Francii, zaměřil Paoli svůj boj proti Francii a Carlo Buonaparte se k němu přidal. Jako kapitán skupiny korsických partyzánů odešel s manželkou a novorozeným synem Josephem do hor. Zde se zúčastnil bojových operací. Při útoku na Borgo získal 500 zajatců a s francouzským velitelem Chauvelinem dojednal příměří. O rok později však přistál na Korsice velký francouzský armádní sbor (45 praporů pěchoty, 3 pluky jezdectva) pod velením hraběte de Vaux. Korsičané pod Paoliho velením utrpěli 9. května 1769 u Ponte Nuovo zničující porážku. Buonaparte dále pokračoval v odporu na druhé nejvyšší hoře Korsiky Monte Rotondo, kde živořil v jeskyni. Poté, když mu 23. května 1769 předal francouzský parlamentář pozvání k jednání a Carlo se dozvěděl o kapitulaci Paoliho v Corte, přijal nabídku k vyjednávání. V Corte mu a všem korsickým bojovníkům hrabě Vaux nabídl mír a totální amnestii, jakož i svobodný rozvoj Korsiky. Buonaparte nabídku přijal a neodjel s Paolim do britské emigrace, nýbrž se vrátil do Ajaccia a obdržel zpět všechen svůj majetek.
Když se Carlovi narodil 16. srpna 1769 další syn – již jako Francouz – pokřtil jej Carlo na počest jeho strýce, padlého v boji, jménem Napoleon (korsicky Nabulione). Carlo ukončil urychleně studia v Pise a 11. prosince 1769 složil přísahu francouzského advokáta a pracoval v této funkci v Ajacciu. Kromě toho se ještě zabýval zemědělstvím, které bylo hlavním zdrojem příjmů rodiny. Vlastnil rozsáhlá pole, vinice, hospodářská stavení, mlýn. Rodina tedy nebyla chudá, ale s přibývajícím počtem dětí nemohla žít v luxusních poměrech. Přesto byl součástí domácnosti služební personál (služky, vychovatelky, kuchař). Spolu s rodinným přítelem, guvernérem Korsiky hrabětem Marbeuf (1712–1786), zavedli na Korsice pěstování brambor. Od 10. května 1771 byl Carlo Buonaparte jmenován soudcem okresu Ajaccio. Podařilo se mu uznání za francouzského šlechtice (13. září 1771), z čehož plynula četná privilegia, a zejména vítaná byla daňová ulehčení pro šlechtu. Roku 1772 se stal členem rady 12 šlechticů, stavovského parlamentu a autonomního samosprávného orgánu Korsiky. Roku 1779 byl přijat králem Ludvíkem XVI. a královnou Marií Antoinettou ve Versailles. V posledních letech života pak deklaroval sounáležitost Korsiky s Francií a odmítal návrat Paoliho. Když roku 1784 onemocněl, byl vyšetřen osobním lékařem královny, ale léčba nepomáhala. Při další výpravě do Paříže již byl tak nemocný, že musel cestu přerušit a vyhledal pomoc lékařů na slavné lékařské fakultě v Montpellieru. Zde bydlel u rodiny Permontů, která se o něho vzorně starala a v době císařství se za odměnu stala jednou z předních rodin celé Francie. Ve 39 letech věku zemřel Carlo Buonaparte 24. února 1785 v náručí svého syna Josepha na karcinom žaludku. Nejprve byl pohřben v Montpellieru. Syn Louis dal jeho ostatky roku 1803 se souhlasem matky a bratra Josepha a proti vůli bratra Napoleona převézt na svůj statek Saint-Leu a tam je pohřbít. Roku 1951 byly ostatky slavnostně uloženy v Ajacciu.

## Děti
Se svou manželkou Laetitií měl Carlo Buonaparte osm dětí, které se dožily dospělosti. Prvé dvě děti zemřely v kojeneckém věku na infekční choroby. Poté následovali nejstarší synové Joseph a Napoleon. Po dvou potratech pak porodila Laetitia ještě šestkrát. S výjimkou nejmladších tří z těchto dětí, které byly v době jeho nemoci ještě malé, podílel se Carlo na jejich výchově a zasadil se o jejich zajištění. Za vlády Ludvíka XVI. existovalo stipendium pro syny chudších zasloužilých šlechticů, kterého Carlo bohatě využil, takže Joseph, Napoleon a Lucien studovali na náklady státu. Velkou pomocí a nasměrováním pro všechny děti byla rozsáhlá knihovna, tehdy největší na celé Korsice, kterou Carlo vybudoval a neustále doplňoval.
- Josef Bonaparte (7. ledna 1768 – 28. července 1844), narozen jako Giuseppe Buonaparte, král neapolský (1806–1808) a španělský (1808–1813), ⚭ 1794 Julie Clary (26. prosince 1771 – 7. dubna 1845)
- Napoleon Bonaparte (15. srpna 1769 – 5. května 1821), narozen jako Nabulione/Napoleone Buonaparte, francouzský císař v letech 1804–1814 a poté sto dní na přelomu jara a léta roku 1815
⚭ 1796 Joséphine de Beauharnais (23. června 1763 – 29. května 1814), rozvod 1810
⚭ 1810 Marie Luisa Habsbursko-Lotrinská (12. prosince 1791 – 17. prosince 1847), rakouská arcivévodkyně
- Lucien Bonaparte (21. března 1775 – 29. června 1840), narozen jako Luciano Buonaparte, princ z Canina
⚭ 1794 Kristýna Boyerová (3. července 1771 – 14. května 1800)
⚭ 1803 Alexandrina de Bleschamp (23. února 1778 – 12. července 1855)
- Élisa Bonaparte (3. ledna 1777 – 7. srpna 1820), narozena jako Maria Anna Elisa Buonaparte, velkovévodkyně toskánská a kněžna z Luccy a Piombina, ⚭ 1797 Felix Baciocchi (18. května 1762 – 27. dubna 1841)
- Ludvík Bonaparte (2. září 1778 – 25. července 1846), narozen jako Luigi Buonaparte, holandský král v letech 1806–1810,
⚭ 1802 Hortense de Beauharnais (10. dubna 1783 – 5. října 1837)
- Pavlína Bonapartová (20. října 1780 – 9. června 1825), narozena jako Maria Paola Buonaparte, kněžna z Guastally, Sulmony a Rossana
⚭ 1797 Charles Leclerc d'Ostin (17. března 1772 – 2. prosince 1802)
⚭ 1803 Camillo Borghese, 6. kníže ze Sulomny (19. července 1775 – 9. května 1832)
- Caroline Bonaparte (25. března 1782 – 18. května 1839), narozena jako Maria Annunziata Carolina Buonaparte, velkovévodkyně klévská a z Bergu
⚭ 1800 Joachim Murat (25. března 1767 – 13. října 1815), francouzský maršál, kníže Murat, velkovévoda z Bergu a Kleve, neapolský král od roku 1808 až do své smrti
⚭ 1830 Francesco Macdonald (19. února 1777 – 28. srpna 1837)
- Jérôme Bonaparte (15. listopadu 1784 – 24. června 1860), narozen jako Girolamo Buonaparte, král vestfálský v letech 1807–1813
⚭ 1803 Elizabeth Patterson Bonaparte (6. února 1785 – 4. dubna 1879), sňatek roku 1805 anulován
⚭ 1807 Kateřina Württemberská (21. února 1783 – 29. listopadu 1835)
⚭ 1840 Justina Bartoliniová-Baldelliová (27. listopadu 1811 – 30. ledna 1903)